# Klatrat metanu

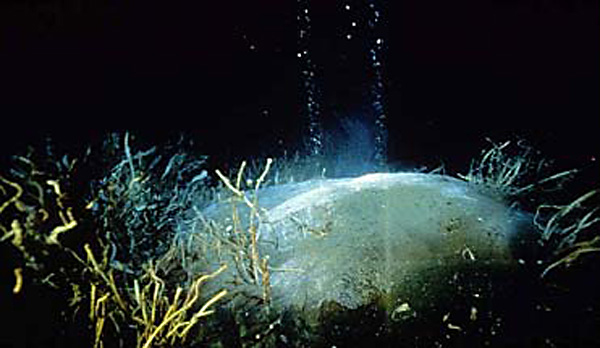
Bryła hydratu metanu na dnie morza. Widoczny uwalniający się gazowy metan

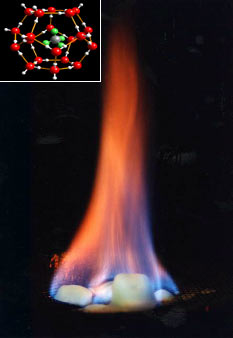
Płonący klatrat metanu. W górnym lewym rogu struktura krystaliczna klatratu.

Klatrat metanu (hydrat metanu, metanowy lód, wodzian metanu) – substancja krystaliczna złożona z cząsteczek wody i metanu.
Klatraty metanu zostały odkryte pod koniec XIX wieku (1888) wraz z hydratami etanu (C2H6), etylenu (C2H4) i podtlenku azotu (N2O) przez francuskiego fizyka Paula Villarda. W latach 30. XX wieku E.G. Hammerschmidt skojarzył po raz pierwszy biały, krystaliczny materiał zatykający rurociągi gazu z hydratami metanu. W ten sposób materiał pierwotnie uważany za ciekawostkę czysto laboratoryjną uzyskał znaczenie ekonomiczne.
W latach 60. XX wieku znaleziono złoża hydratów na Syberii, a w następnym dziesięcioleciu znaczne ich ilości odkryto na szelfach kontynentalnych. W 1981 statek wiertniczy Glomar Challenger wydobył u wybrzeży Gwatemali pierwszą próbkę klatratu. W 1996 załoga niemieckiego statku badawczego FS Sonne wydobyła 50 kg hydratów z dna Pacyfiku w pobliżu Oregonu. Obecnie rozważane jest wykorzystanie zasobów klatratu metanu jako potencjalnego źródła gazu ziemnego. W pierwszych latach XXI wieku metan uwięziony w hydratach zaczęto postrzegać również jako potencjalne źródło zmian klimatu.

## Nazewnictwo
Klatraty metanu, zwane także hydratami metanu, nazwę zawdzięczają swojej strukturze krystalicznej, w której cząsteczki wody tworzą klatki wokół molekuł gazu. Niekiedy nazywane są również „lodem metanowym” ze względu na białą barwę przypominającą lód lub śnieg.

## Struktura krystaliczna

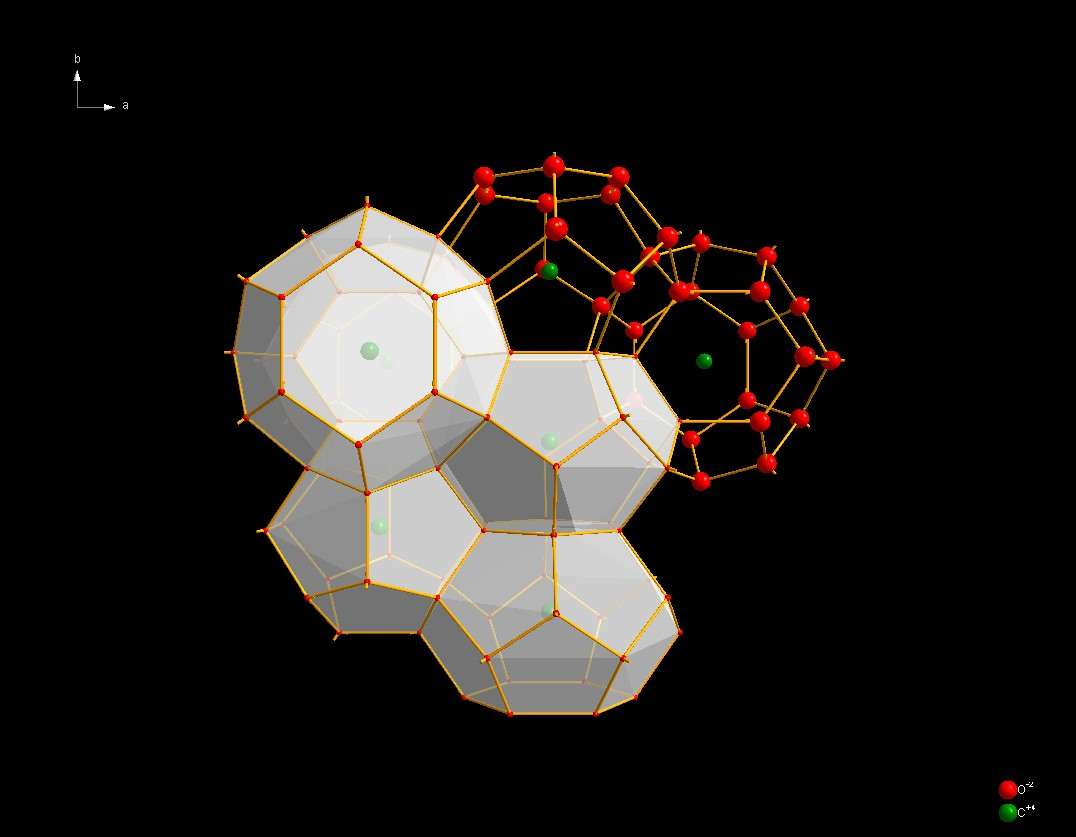
Struktura hydratu metanu, typ sI

Struktura sieci krystalicznej klatratów metanu składa się z dwóch zasadniczych elementów:
- szkieletu krystalicznego tworzonego przez cząsteczki wody, formującego klatki wokół cząsteczki gazu
- molekuł metanu[3][4].

Czyste hydraty metanu w warunkach ziemskich krystalizują w tak zwanej strukturze sI, której komórka elementarna składa się z dwóch małych (512) i sześciu dużych klatek (5126²) zawierających łącznie 46 cząsteczek wody. Klatraty metanu zawierające kilkuprocentowe domieszki etanu lub propanu mogą tworzyć nieco inną strukturę (sII). Komórka elementarna tej sieci krystalicznej składa się z 136 cząsteczek wody tworzącej 16 małych (512) i 8 dużych (51264) klatek. W naturze bardzo rzadko spotykana jest również inna struktura (sH), gdzie poza metanem do klatek wchodzą jeszcze węglowodory o dłuższym łańcuchu węglowym (np.: n-pentan). Hydraty krystalizujące w tej formie zbudowane są z jednej dużej (512612), dwóch średnich (43566³) i trzech małych komórek (512).
Stabilność powyższych struktur zapewnia odpowiednia liczba cząsteczek gazu zamknięta w sieci krystalicznej. Wymagane jest co najmniej 70% wypełnienie klatek, w innym razie następuje rozpad.

## Właściwości
Klatrat metanu to biała, bezwonna substancja, wizualnie bardzo podobna do lodu, jednakże ze względu na swoją strukturę krystaliczną znacznie się od niego różni. Przewodność cieplna hydratów metanu jest bliska przewodności zestalonego CO2 (~0,5 W/mK), czyli około pięć razy niższa niż lodu (~2,3 W/mK). Wysoka odporność na deformacje czyni je najtwardszą z powyższych substancji.
Przyjęty uśredniony skład chemiczny: na 1 mol metanu przypada 5,75 mola wody, co odpowiada około 85% wody i 15% metanu masowo. Z jednego litra hydratów metanu wydzielić można 168 litrów gazowego metanu (w przeliczeniu na warunki normalne). Gęstość około 900 kg/m³ (0,9 g/cm³) czyni je nieznacznie lżejszymi od wody. Stabilność przy ciśnieniu atmosferycznym zapewnia temperatura niższa niż 193 K (–80 °C). W innym wypadku hydraty metanu wymagają znacznego ciśnienia parcjalnego metanu (~44,78 MPa w warunkach pokojowych), aby ochronić strukturę przed rozpadem. W przypadku stabilizacji innym gazem lub mieszaniną gazu następuje powolny proces wymiany cząsteczek zamkniętych w hydratach na cząsteczki gazu z otoczenia. Spala się równym, czerwonym płomieniem pozostawiając wodę.

## Geneza klatratów
Hydraty metanu powstają przy spełnieniu dwóch warunków:
- obecności odpowiedniej ilości metanu (gazu ziemnego) i wody (w jednym z trzech stanów skupienia),
- odpowiedniej temperaturze i ciśnieniu parcjalnym gazu wchodzącego do struktury.

Naturalne hydraty metanu na Ziemi występują licznie na szelfach kontynentalnych i w wiecznej zmarzlinie, gdzie woda jest ogólnie dostępna. Metan pochodzi z dwóch źródeł – powszechnej fermentacji anaerobowej lub mniej rozpowszechnionych ekshalacji termogenicznych. Klatraty z pierwszego źródła zawierają niemalże czysty metan bogaty w lekki izotop węgla 12C. W drugim przypadku zróżnicowanie składu chemicznego i izotopowego gazów jest znacznie większe.
Globalnie hydraty metanu tworzą się poniżej strefy stabilności hydratów gazu GHSZ (ang. Gas Hydrate Stability Zone), która w zależności od temperatury rozciąga się od głębokości poniżej ok. 300 m w wodach arktycznych do 1100 m w głąb sedymentu, choć odnaleziono złoża występujące już na głębokości 60–100 m.
W wiecznej zmarzlinie hydraty metanu są stabilne od 150 do 2000 m pod powierzchnią.

## Złoża

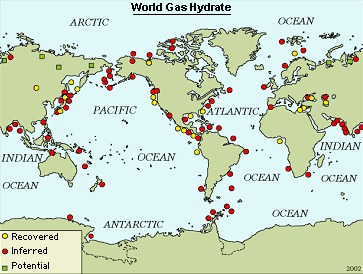
Potwierdzone, przewidywane i potencjalne złoża hydratów gazowych na świecie. Źródło: USGS

Złoża klatratów występują pod osadami podmorskimi (głównie na stokach kontynentalnych) oraz na terenach wiecznej zmarzliny, a także na dnie jeziora Bajkał. Największe z dotychczas odkrytych występują w głębi Blake Ridge u wybrzeży Karoliny Północnej, bogate złoża znajdują się także w Zatoce Meksykańskiej oraz rowie Nankai u wybrzeży Japonii.
Poszukiwania złóż hydratów ułatwia fakt, że fale dźwiękowe rozchodzą się w nich dwukrotnie szybciej niż w zwykłych osadach dennych.
Wielkość zasobów jest bardzo różnie szacowana, ale nie ulega wątpliwości, że znacząco przewyższają złoża gazu ziemnego. Niektóre szacunki mówią, że ilość węgla zawartego w hydratach dwukrotnie przekracza zasoby pozostałych kopalin. Ostrożniejsze oceny mówią o ilości metanu przekraczającej od 2,5 do 10 razy złoża gazu ziemnego.
Znane w 2005 roku złoża metanu zawartego w klatratach na wodach przybrzeżnych USA ośmiokrotnie przewyższają zasoby gazu ziemnego w tym kraju. Bardzo duże złoża znajdują się w Kanadzie i u jej wybrzeży. Szacowane są na 44–810 bilionów m³ metanu. Dla porównania znane światowe zasoby gazu ziemnego wynoszą 154 biliony m³.

### Występowanie klatratów poza Ziemią
Zainteresowanie hydratami poza Ziemią wzrasta od wczesnych lat 80. XX w., kiedy zaproponowano ich istnienie w ciałach międzyplanetarnych takich jak komety czy lodowe księżyce (np. Europa, Tytan, Enceladus).
Pod koniec XX w. pojawiły się spekulacje o istnieniu hydratów metanu na Marsie. Po wykryciu metanu w marsjańskiej atmosferze, jako jedno z możliwych źródeł tego gazu zaproponowane zostały klatraty.

## Wydobycie i zastosowanie
Złóż hydratów nie eksploatuje się obecnie na masową skalę, choć podjęto pierwsze próby. W 1997 roku w USA powstał Program do spraw hydratów metanowych Narodowego Laboratorium Technologii Energetycznych (NETL). W 1999 roku dokonano próbnego odwiertu w rowie Nankai nieopodal Japonii. W tym samym roku czasopismo „Georgian Transport System” podało informację o wynoszących 700 mld m³ złożach hydratów na południowy wschód od Baku. Wydobycie ma tam prowadzić już firma BP.
W 2001 międzynarodowe konsorcjum złożone z organizacji rządowych i komercyjnych z USA, Kanady, Japonii, Niemiec i Indii podjęło próbę eksploatacji złóż w delcie rzeki Mackenzie w Kanadzie, w okolicy miejscowości Mallik. Do złóż wtłoczono wodę o temperaturze 60 °C i po kilku godzinach na powierzchnię zaczął wydobywać się metan.
Hydraty wydobywa się obecnie przede wszystkim przez wtłaczanie do złóż gorącej wody, by roztopić lód, oraz dokonywanie odwiertów w celu obniżenia ciśnienia. Metoda ta jest jednak mało wydajna i chaotyczna. Bardziej efektywne jest użycie w odwiercie niewielkiego palnika przy kontrolowaniu wielkości płomienia poprzez ograniczanie dopływu tlenu. Spala się wówczas 10% metanu, jednak reszta jest możliwa do wykorzystania. Za najbardziej efektywną metodę uchodzi użycie mikrofal o określonej częstotliwości w celu ogrzania hydratów.
Zaletą hydratów jest łatwość transportowania. Ilość metanu w 1 m³ umożliwia wykorzystanie hydratów jako alternatywy dla LNG – jest odpowiednikiem około 168 m³ gazu. Mniejsze są wymagania jeśli chodzi o temperaturę transportu – musi być ona jedynie niższa od 0 °C (inne źródła mówią o temperaturze niższej od –20 °C); dla porównania przy transporcie LNG wymagana jest temperatura –163 °C.

## Zagrożenia
W związku z ociepleniem klimatu rozpatruje się potencjalne zagrożenia, jakie stwarzają klatraty. Metan jest gazem cieplarnianym, którego zdolność zatrzymywania ciepła (potencjał cieplarniany) jest dwudziestokrotnie większa niż w przypadku dwutlenku węgla. Uwolnienie się go ze złóż hydratów, które zawierają szacunkowo 3000 razy więcej metanu niż wynosi jego ilość w atmosferze ziemskiej, znacząco podniosłoby temperaturę na Ziemi. Podejrzewa się, że zwiększenie stężenia metanu spowodowało gwałtowne podwyższenie temperatury o 7 °C w późnym paleocenie 55 mln lat temu, co doprowadziło do wyginięcia wielu gatunków organizmów morskich. Paleobiolodzy z Instytutu Paleobiologii PAN wysunęli hipotezę, że klatraty metanu odpowiadają za większość gwałtownych zmian klimatu w historii Ziemi.
Innym zagrożeniem mogą być wywołane przez osunięcia fale tsunami. Około 6100 lat p.n.e. rozpad złóż klatratów doprowadził do przesunięcia się do Morza Norweskiego masy skał ze stoku kontynentalnego o objętości ocenianej na 5300 km³ o 800 km, co wywołało potężną falę (zob. Storegga). Jej efekty są do dzisiaj zauważalne na północy Anglii. Zagrożone są między innymi Bahamy, które od wschodu opadają stokiem 5000 m w głąb oceanu, przy czym klatraty są utrzymującym je spoiwem.
Zagrożenie wynika z ocieplenia wody oceanicznej, co może prowadzić do przekroczenia granicy stabilności. Przyczyną uwolnienia się metanu może też być zdestabilizowanie zasobów w wyniku prac wydobywczych, jednak jest to możliwe jedynie w szczególnych warunkach geologicznych.
Klatraty metanu stały się przyczyną niepowodzenia próby zablokowania wycieku ropy z platformy wiertniczej Deepwater Horizon w Zatoce Meksykańskiej w maju 2010 roku.

### Klatraty a Trójkąt Bermudzki
W 1992 kanał Channel 4 wyemitował film Trójkąt Bermudzki przedstawiający hydraty jako wyjaśnienie tajemnicy Trójkąta Bermudzkiego. Według autora ulatniający się w wyniku gwałtownego rozkładu metan miał tworzyć pianę wodno-metanową obniżając gęstość wody do bliskiej gęstości powietrza, natomiast samoloty miały spadać z powodu turbulencji. Jednak żadna stacja sejsmiczna nie zarejestrowała żadnego gwałtownego rozkładu złoża.
Sam autor wycofał się ze swej teorii kilka lat po emisji filmu dochodząc do wniosku, że Trójkąt Bermudzki w istocie nie istnieje – częstotliwość wypadków w tym obszarze ma być według niego podobna do innych akwenów o podobnym natężeniu ruchu.

## Klatraty w kulturze popularnej
Do klatratów metanu nawiązują:
- Niemiecki film Tsunami (niem. Tsunami) w reżyserii Winfrieda Oelsnera z 2005 roku[28],
- Powieść Clive’a Cusslera Ognisty lód (ang. Fire Ice) z 2002 roku[29],
- Powieść Franka Schätzinga Odwet oceanu (niem. Der Schwarm) z 2004 roku[30],
- Anime Ergo Proxy z 2006 roku.
- Gra z gatunku poszukiwania obiektów „Hidden Expedition: The lost paradise” z 2017 roku.